# Монтекарло (провінція Лукка)
Монтекарло (італ. Montecarlo) — муніципалітет в Італії, у регіоні Тоскана,  провінція Лукка.
Монтекарло розташоване на відстані близько 270 км на північний захід від Рима, 50 км на захід від Флоренції, 13 км на схід від Лукки.

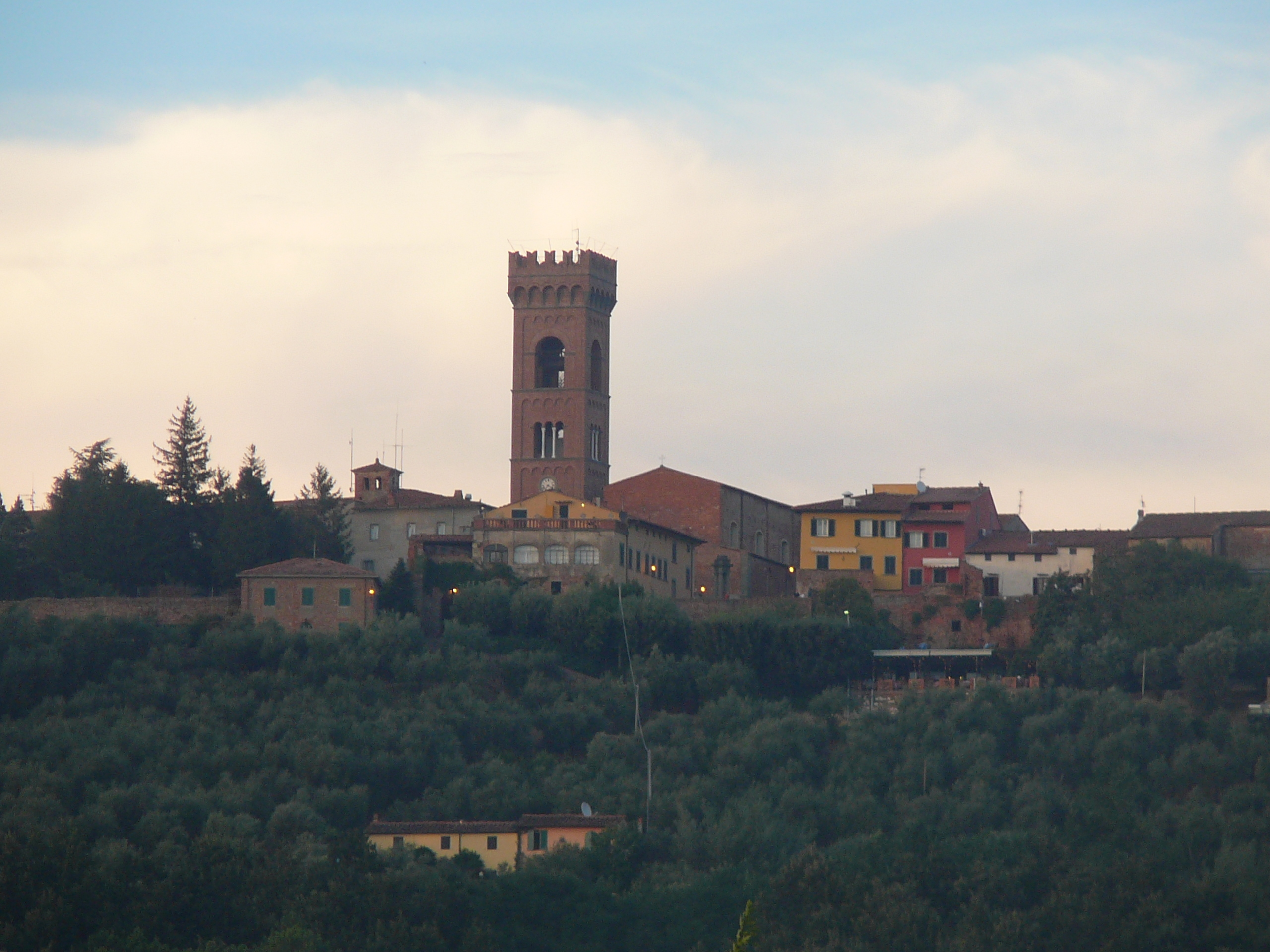

Населення — 4445 осіб (2014).
Покровитель — Андрій Первозваний.

## Демографія
Населення за роками:

Станом на 1 січня 2023 року в муніципалітеті офіційно проживали 392 іноземці з 39 країн, серед них 68 громадян країн Євросоюзу та 20 громадян України.

## Сусідні муніципалітети
- Альтопашіо
- Капаннорі
- К'єзіна-Уццанезе
- Пеша
- Поркарі